# Cicha Woda (dopływ Porońca)
Cicha Woda lub Cichowiańska Woda – potok będący lewym dopływem Porońca. Wielka encyklopedia tatrzańska jako prawidłową podaje nazwę Cichowiańska Woda, uzasadniając to tym, że nazwa pochodzi od miejscowości Małe Ciche. Urzędowy wykaz wód płynących Polski natomiast podaje nazwę Cicha Woda.
Potok powstaje na wysokości około 830 m n.p.m. w miejscowości Małe Ciche w wyniku połączenia Suchej Wody Gąsienicowej z Filipczańskim Potokiem. Spływa w północno-zachodnim kierunku i w Poroninie (osiedle Stasikówka Dolna) na wysokości 778 m n.p.m. uchodzi do Porońca w miejscu o współrzędnych 49°19′56,5″N 20°02′34,0″E/49,332361 20,042778. Koryto Cichej Wody stanowi granicę między Rowem Podtatrzańskim (po zachodniej stronie) a Pogórzem Bukowińskim (po wschodniej stronie). Faktycznie zaś większość wody płynącej potokiem pochodzi z Tatr (wskazuje na to wielkość zlewni). Największym dopływem jest Sichlański Potok.